# Soyuz TM-31

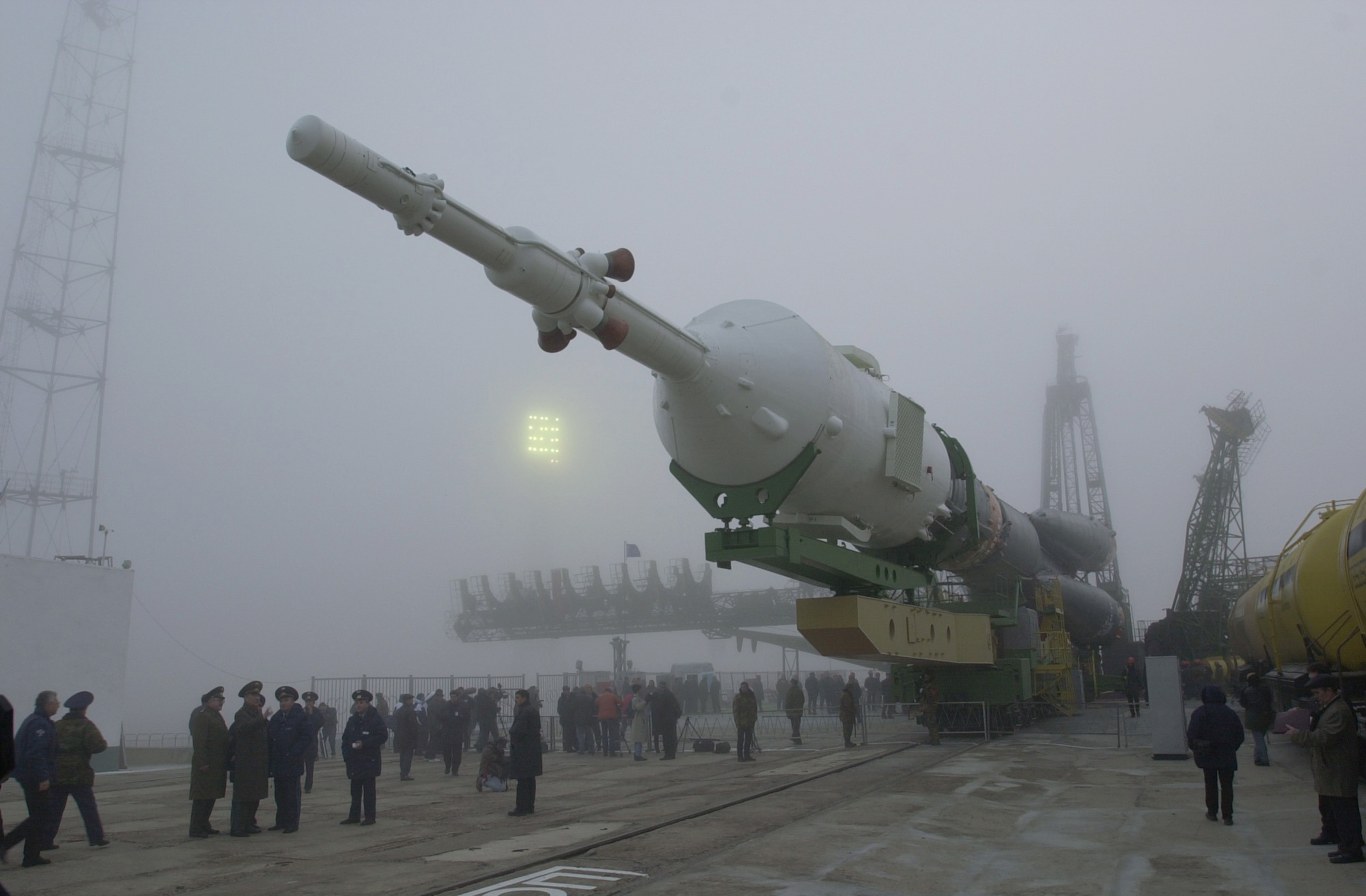
La Soyuz TM-31 es transportada a la plataforma de lanzamiento en el complejo de Baikonur, el 29 de octubre de 2000.

## Tripulación
Despegaron: Tripulación de la ISS Expedición 1:
- Yuri Gidzenko (2)
- Serguéi Krikaliov (5)
- William Shepherd (4) -  Estados Unidos

Aterrizaron:
- Talgat Musabayev (3)
- Yuri Baturin (2)
- Dennis Tito (1) - Turista espacial  Estados Unidos

### Acoplamiento con la EEI
- Acoplado a la ISS: 2 de noviembre de 2000, 09:21 UTC (al puerto aft del Zvezda)
- Desacoplado de la ISS: 24 de febrero de 2001, 10:06 UTC (del puerto aft del Zvezda)
- Acoplado a la ISS: 24 de febrero de 2001, 10:37 UTC (al puerto nadir del Zaryá)
- Desacoplado de la ISS: 18 de abril de 2001, 12:40 UTC (del puerto nadir del Zaryá)
- Docked to ISS: 18 de abril] de 2001, 13:01 UTC (al puerto aft del Zvezda)
- Desacoplado de la ISS: 6 de mayo de 2001, 02:21 UTC (del puerto aft del Zvezda)

## Misión
La misión comenzó a las 07:52 UT el 31 de octubre de 2000. Cargaba con tres tripulantes de la Expedición 1 para alcanzarlos al módulo Zvezda de la EEI sobre las 09:21 UTC del 2 de noviembre.
- Datos: Q1423493
- Multimedia: Soyuz TM-31 / Q1423493